# Néstor Fernando Muslera Micol
Néstor Fernando Muslera Micol (Buenos Aires, 16 de juny de 1986) és un futbolista internacional uruguaià d'origen argentí. Juga a la posició de porter.
Muslera viu actualment a Turquia, on juga pel Galatasaray.

## Biografia
Va néixer a Buenos Aires, el 16 de juny de 1986. Quan va complir el seu primer any de vida, els seus pares es van tornar a radicar a l'Uruguai. Als tretze anys va recalar (va fer escala) al Montevideo Wanderers Fútbol Club on va jugar en les categories inferiors. Va debutar futbolísticament a la primera divisió Professional de l'Uruguai al campionat uruguaià de futbol 2004, el dissabte 6 de novembre de 2004 contra el Club Atlético Peñarol, partit en el qual Wanderers va caure derrotat per dos gols a un.
L'any 2006 va ser cedit al Club Nacional de Football, disputant la Copa Libertadores 2007. Aquest mateix any va ser traspassat a la Società Sportiva Lazio de Roma, per 3 milions d'euros.

### Internacional
Muslera va començar a ser citat per Óscar Washington Tabárez, director tècnic de La Celeste, per als últims partits de l'eliminatòria per la Copa del Món de Futbol de 2010, pel fet que no resultaven totalment satisfactòries les actuacions dels seus predecessors: Fabián Carini, Sebastián Viera i Juan Castillo.
El seu debut va ser al penúltim partit, a Quito, contra Equador.
Al minut 7 del partit davant Corea del Sud, per vuitens de final de la Copa Mundial Sud-àfrica 2010, va vèncer el rècord d'imbatibilitat en l'arc Celeste durant una copa del món, que ostentava Ladislao Mazurkiewicz. En quarts de final, va parar dos penals en la sèrie de desempat contra Ghana, donant-li el pas al seu equip a les semifinals.
El 31 de maig de 2014 va entrar a la llista definitiva de seleccionats per disputar la Copa del Món de Futbol de 2014 al Brasil.

#### Participacions en Copes del Món
| Mundial                        | Seu        | Resultat   | PJ |
| ------------------------------ | ---------- | ---------- | -- |
| Copa del Món de Futbol de 2010 | Sud-àfrica | Quart lloc | 7  |